# Ondřej Nosálek
Ondřej Nosálek (* 26. června 1981 Ostrava) je český divadelní, televizní a filmový herec.

## Životopis
Herectví vystudoval na Janáčkově konzervatoři v Ostravě a jeho první angažmá bylo v Těšínském divadle.
Za roli Tonyho ve filmu Slobodanky Radun, MY 2, byl v roce 2014 nominován na Cenu české filmové kritiky v kategorii nejlepší mužský herecký výkon a Českého lva v kategorii mužský herecký výkon v hlavní roli. Ani jednu nominaci ovšem neproměnil.
Jeho domovskou scénou je pražské Divadlo Minor. V roce 2016 ztvárnil Rosencrantze v Hamletovi na Letních shakespearovských slavnostech. V roce 2020 získal Cenu Thálie v kategorii loutkové divadlo za ztvárnění role Zátopka v inscenaci Zá-to-pek, uváděné v Divadle Minor. 

## Filmografie
| Rok       | Název                 | Role                          | Poznámky                                            |
| --------- | --------------------- | ----------------------------- | --------------------------------------------------- |
| 2002      | Brak                  | Karel                         | studentský film                                     |
| 2004      | Stucco                | muž                           | studentský film                                     |
| 2005      | Strážce duší          |                               | televizní seriál, epizoda: „Démoni noci“            |
| 2013      | Sanitka 2             |                               | televizní seriál                                    |
| 2014      | Neviditelní           | vodník                        | televizní seriál                                    |
| 2014      | MY 2                  | Tony                          |                                                     |
| 2015      | Kobry a užovky        |                               |                                                     |
| 2016      | Já, Mattoni           | vrchní                        | televizní seriál, díl: „Vlast a národ“              |
| 2017      | Bohéma                |                               | televizní seriál, díl: „Past na svědomí“            |
| 2017      | Svět pod hlavou       | Walter                        | televizní seriál, díl: „Anděl odplaty“              |
| 2017      | Dáma a Král           |                               | televizní seriál, díl: „Milenci a vrazi“            |
| 2017      | Specialisté           |                               | televizní seriál, díl: „Mrtvým se nic nedaruje“     |
| 2017      | Policie Modrava       | Konečný                       | televizní seriál, díl: „Vražda u plavebního kanálu“ |
| 2018      | Metanol               | státní zástupce Pavel Nebeský | televizní film                                      |
| 2018      | Lynč                  | Franz                         | televizní seriál                                    |
| 2018      | Tátové na tahu        | Luděk                         | televizní seriál, díl: „Epizoda 13“                 |
| 2018–2020 | Kája a Mat+Ema+Tika   | tatínek                       | televizní seriál                                    |
| 2019      | Letušky               |                               | studentský film                                     |
| 2020      | Láska v čase korony   | policista                     | televizní seriál, díl: „Lidská práva“               |
| 2020      | Místo zločinu Ostrava | Hugo Malát                    | televizní seriál, díl: „Krásné světlo“              |
| 2020      | Poldové a nemluvně    | Honza                         | televizní seriál                                    |
| 2020      | Specialisté           | Jiří Jemelka                  | televizní seriál, díl: „Domove, sladký domove“      |
| 2020      | Lov                   | Martin                        | studentský film                                     |
| 2021      | Kurz manželské touhy  |                               |                                                     |
| 2021      | Osada                 | Patrik                        | televizní seriál                                    |
| 2021      | Polda                 | Tomáš Inger                   | televizní seriál, díl: „Dnes zavřeno“               |

## Divadlo
- 2002: Kabaret tlukot a bubnování, Divadlo Minor
- 2003: Lovci mamutů, Divadlo Minor
- 2004: Balada pro banditu, Divadlo Na Fidlovačce
- 2004: Divotvorný hrnec, Divadlo Na Fidlovačce
- 2005: Funny Girl, Divadlo Na Fidlovačce
- 2005: Šampióni aneb Kdo s koho, Divadlo Na Fidlovačce
- 2005: Klapzubova jedenáctka, Divadlo Minor
- 2005: Vinnetou aneb Věčná loviště forr everybody, Divadlo Minor
- 2005: Ve stanici nelze, Veselé skoky
- 2006: Sněhurka - nová generace, Divadlo Minor
- 2006: Ostrov pokladů, Divadlo Minor
- 2006: Planeta opic aneb Sourozenci Kaplanovi mezi chlupatci, Divadlo Minor
- 2007: Psina, Divadlo Minor
- 2009: Hon na Jednorožce, Divadlo Minor
- 2009: Bílý dalmatin, Divadlo Kalich
- 2010: Package, 420PEOPLE
- 2010: Emigrantes, VerTeDance
- 2010: Hračky, Divadlo Minor
- 2010: Broučci, Divadlo Minor
- 2011: Muži, STK Theatre Concept
- 2011: A cirkus bude!, Divadlo Minor
- 2011: Kocourkov, Divadlo Minor
- 2011: O pejskovi a kočičce, Divadlo Minor
- 2012: Ryba, Divadlo Minor
- 2013: Ženy, STK Theatre Concept
- 2013: Chabrus Line, Veselé skoky
- 2013: Mauglí, Divadlo Kalich
- 2014: Zahrada, Divadlo Minor
- 2015: Libozvuky, Divadlo Minor
- 2015: Robin Hood, Divadlo Minor
- 2016: Hamlet, Letní shakespearovské slavnosti
- 2016: Lipany, Divadlo Minor
- 2018: Pinokio, Divadlo Minor
- 2019: Zá-to-pek, Divadlo Minor
- 2020: West Side Story, Národní divadlo moravskoslezské